# Microbialit
Els microbialits són estructures organosedimentàries bentòniques formades per l'acreció, atrapament o precipitació mineral generada per activitat microbiana. Els microbialits es poden definir com tapissos microbians amb capacitat de litificació.

## Evolució
Els microbialits tingueren un paper important en l'evolució de l'atmosfera terrestre, perquè foren nínxols ancestrals on sorgiren els primers metabolismes microbians capaços d'alliberar oxigen. Els microbialits saturaren amb oxigen als sistemes costaners i després l'atmosfera primitiva, i la transformaren d'un estat reduït a un d'oxidat.
Els microbialits fòssils (també anomenats estromatòlits) del precambrià i fanerozoic són una de les primeres proves de vida. Els microbialits més antics tenen 3,5 mil milions d'anys. L'evidència fòssil suggereix que els organismes productors de microbialits eren una forma de vida molt abundant a la primeria de l'arqueà fins a finals del proterozoic, fins que les seues comunitats decresqueren per depredació de foraminífers i altres microorganismes eucariotes.

## Distribució
Els microbialits moderns (menys de 20 mil anys d'antiguitat) vius són rars i es poden trobar confinats en indrets com: 
- Llacs cràter: Blue Lake (Austràlia), llac Satonda (Indonèsia), llac Dziani (Mayotte), llac Alchichica (Mèxic), llac Vai Lahi i Vai Sii (Tonga), llac Salda (Turquia).
- Llacs/llacunes salines/hipersalines: llac Piramidal i Great Salt Lake (Estats Units), llac Van (Turquia), Llaguna Brava i Laguna Tebinquiche (Xile).
- Llacs alcalins: llac Thetis (Austràlia), llac Sarmiento (Xile), llac Nuoertu i Huhejaran (Xina), llac Mono (Estats Units), llac Turkana (Kenya), llac Petukhovskoe (Rússia).
- Llacs/llacunes d'aigua dolça: Lagoa Salgada (Brasil), Laguna Negra (Argentina), Llacunes de Ruidera (estat espanyol), Laguna Bacalar (Mèxic), llac Richomond (Austràlia), llac Pavillion (Canadà), Green Lake (Estats Units).
- Tolls alcalins: Pozas azules (Mèxic).
- Mines obertes abandonades: Clinton Creek (Canadà), Río Tinto (estat espanyol).
- Sistemes marins/estuaris: Badia dels Taurons (Austràlia), High Born cay (Bahames), Escull Tikehau (Polinèsia francesa), Cayo Coco (Cuba), llac Clifton (Austràlia).[6]

## Formació de microbialits
La formació de microbialits és complexa, un procés continu de precipitació i dissolució, en què distints metabolismes microbians s'acoblen.
Els microbialits tenen dos possibles mecanismes de creació: 1) acreció/atrapament: quan els microorganismes atrapen activament matèria orgànica, detritus o material mineral amb substàncies polimèriques extracel·lulars; i 2) precipitació: pot ser per deposició inorgànica, sedimentació o influència passiva de metabolismes microbians. També pot haver-hi una precipitació per saturació del microambient quan es degraden les substàncies polimèriques extracel·lulars i hi provoquen una saturació de ions.

## Composició
Els microbialits estan formats per capes d'un component orgànic i un altre de mineral. El component orgànic és un elaborat biofilm en què interaccionen comunitats de microorganismes amb distints metabolismes i creen un micronínxol on coexisteixen organismes fotòtrofs oxigènics i anoxigènics, fixadors de nitrogen, reductors de sofre, metanòtrofs, metanògens, oxidadors de ferro, i una infinitat de descomponedors heterotròfics. El component mineral es compon de carbonats: normalment de carbonat de calci i carbonat de magnesi, tot i que també poden haver-n'hi de sinteritzats silicis i formes de sofre, ferro o fòsfor.

El carbonat sol ser un tipus d'automicrita autogènica, per tant, precipita in situ. Els microbialits es poden considerar un tipus de roca sedimentària biogènica en què els constructors de l'escull són microbis i la precipitació de carbonat és induïda. Els microorganismes poden precipitar carbonat tant en aigües superficials com profundes.

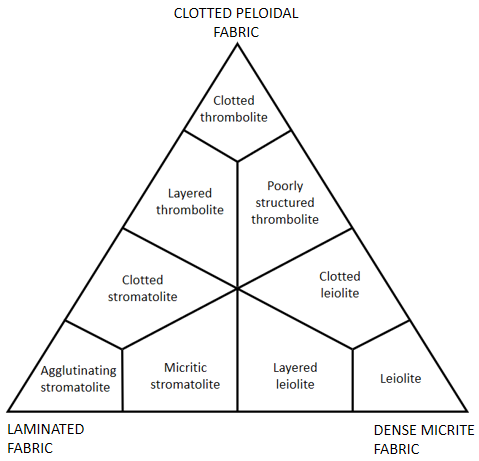
La classificació de microbialits (simplificada de Schmid, 1996)

## Classificació
Els microbialits es poden classificar per la morfologia estructural en cinc tipus:
- Estromatòlits: quan creixen de manera laminada i finament estratificada, en capes paral·leles al substrat.
- Trombòlits: quan no hi ha un patró laminat i en el seu lloc es formen aglomeracions esponjoses cumuliformes que creixen concèntricament.
- Dendròlits: quan hi ha una estructura interna de creixement de manera dendrítica o ramificada.
- Leiolits: quan l'estructura no en té macroestructura interna i tenen una estructura afanítica, això és, es componen de gra fi, característica de roques ígnies.
- Oncòlits: quan s'hi genera una capa estratificada al voltant d'un palet i aquest queda completament embegut en el creixement concèntric de la seua estructura.

## Microbis que produeixen microbialits

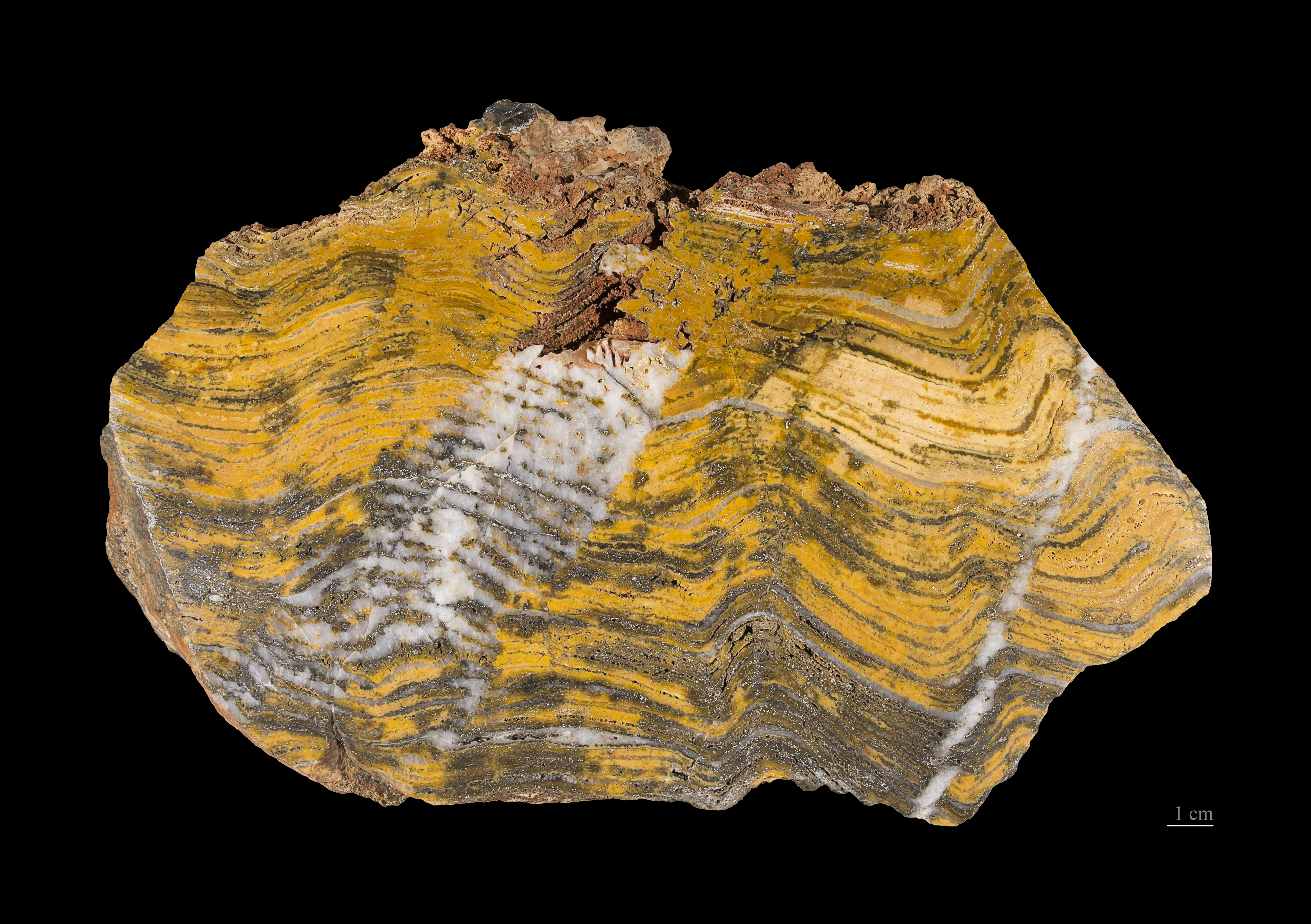
Estromatòlit laminat del precambrià obtingut de Strelley Pool Chert a Austràlia Occidental

Els microorganismes que precipiten carbonat per construir microbialits són sobretot procariotes, és a dir, bacteris i arqueus. Els bacteris que més precipiten carbonats són els cianobacteris i els bacteris reductors de sofre. Els bacteris heteròtrofs, principalment alfaproteobacteris, estan també relacionats amb una precipitació per la seua activitat en la degradació de substàncies polimèriques extracel·lulars de cianobacteris i la seua capacitat de realitzar fotosíntesi anoxigènica.
Els microorganismes eucariotes, comparats amb els procariotes, produeixen menys quantitat de carbonats.

## Interés per estudiar els microbialits
Hi ha un gran interés per estudiar els microbialits fòssils en l'àmbit paleontològic ja que aporten dades rellevants del paleoclima i funcionen com a indicadors bioclimàtics. També hi ha interès per estudiar-los en el camp de l'astrobiologia, per ser una de les primeres formes de vida: caldria trobar indicis d'aquestes estructures en altres planetes.
L'estudi de microbialits actuals pot donar informació rellevant i servir com a indicadors ambientals per a la conservació de zones naturals protegides. A causa de la seua capacitat per formar minerals i precipitar material detrític, s'han suggerit aplicacions biotecnològiques en sistemes aquàtics per al segrest de diòxid de carboni, ja que els microbialits poden funcionar com a embornals de carboni.